# Mekarsaluyu
Mekarsaluyu is een bestuurslaag in het regentschap Bandung van de provincie West-Java, Indonesië. Mekarsaluyu telt 3875 inwoners (volkstelling 2010).